# Путильська селищна рада
Пути́льська се́лищна ра́да — адміністративно-територіальна одиниця та орган місцевого самоврядування в Путильському районі Чернівецької області. Адміністративний центр — селище міського типу Путила .

## Загальні відомості
- Населення ради: 4 813 особи (станом на 2001 рік)

## Населені пункти
Селищній раді підпорядковані населені пункти:
- смт Путила
- с. Паркулина
- с. Рижа
- с. Тораки

## Склад ради
Рада складається з 30 депутатів та голови.
- Голова ради: Повідаш Іван Петрович
- Секретар ради: Різун Тамара Миколаївна

### Керівний склад попередніх скликань
| Прізвище, ім'я, по батькові | Основні відомості                                                | Дата обрання | Дата звільнення |
| --------------------------- | ---------------------------------------------------------------- | ------------ | --------------- |
| Повідаш Іван Петрович       | Селищний голова, 1965 року народження, освіта вища, безпартійний | 26.03.2006   | 31.10.2010      |
| Повідаш Іван Петрович       | Селищний голова, 1965 року народження, освіта вища, безпартійний | 31.10.2010   |                 |

Примітка: таблиця складена за даними сайту Верховної Ради України

### Депутати
За результатами місцевих виборів 2010 року депутатами ради стали:

#### За суб'єктами висування
| Суб'єкт висування                                   | Кількість обраних депутатів | %   |
| --------------------------------------------------- | --------------------------- | --- |
| Самовисування                                       | 24                          | 80  |
| Народна партія                                      | 2                           | 6,7 |
| Партія регіонів                                     | 2                           | 6,7 |
| Єдиний Центр                                        | 1                           | 3,3 |
| Політична партія Всеукраїнське об'єднання «Свобода» | 1                           | 3,3 |

#### За округами
| № округу                                            | Прізвище, ім'я, по батькові     | Дата визнання обраним | Освіта  | Партійна приналежність | Відомості про обраного депутата                                            |
| --------------------------------------------------- | ------------------------------- | --------------------- | ------- | ---------------------- | -------------------------------------------------------------------------- |
| Єдиний Центр                                        |                                 |                       |         |                        |                                                                            |
| 4                                                   | Генцар Василь Васильович        | 02.11.2010            | вища    | член Єдиного Центру    | тимчасово не працює                                                        |
| Народна Партія                                      |                                 |                       |         |                        |                                                                            |
| 6                                                   | Ліцкан Василь Дмитрович         | 02.11.2010            | вища    | член Народної партії   | Карпатський ДСЛ АПК, інженер                                               |
| 20                                                  | Тонієвич Василь Танасійович     | 02.11.2010            | вища    | член Народної партії   | ДП «Путильський лісгосп», завідувач складу                                 |
| Партія регіонів                                     |                                 |                       |         |                        |                                                                            |
| 19                                                  | Кочерган Іларій Юрійович        | 02.11.2010            | вища    | член Партії регіонів   | пенсіонер                                                                  |
| 25                                                  | Андрієвич Михайло Іванович      | 02.11.2010            | середня | член Партії регіонів   | тимчасово не працює                                                        |
| Політична партія Всеукраїнське об'єднання «Свобода» |                                 |                       |         |                        |                                                                            |
| 3                                                   | Панас Ігор Миколайович          | 02.11.2010            | вища    | позапартійний          | Філія «Путильський райавтодор», інженер                                    |
| Самовисування                                       |                                 |                       |         |                        |                                                                            |
| 1                                                   | Торак Василь Федорович          | 02.11.2010            | вища    | позапартійний          | пенсіонер                                                                  |
| 2                                                   | Данилюк Валерій Дмитрович       | 02.11.2010            | вища    | позапартійний          | приватний підприємець                                                      |
| 5                                                   | Попюк Микола Семенович          | 02.11.2010            | вища    | позапартійний          | Путильська районна організація Товариства сприяння оборони України, голова |
| 7                                                   | Чернишов Петро Дмитрович        | 02.11.2010            | вища    | позапартійний          | Путильський РВ УМВС України, в.о.начальника паспортної служби              |
| 8                                                   | Грицюк Михайло Миколайович      | 02.11.2010            | середня | позапартійний          | приватний підприємець                                                      |
| 9                                                   | Микитчук Надія Михайлівна       | 02.11.2010            | вища    | позапартійна           | Путильська центральна районна бібліотека, завіду-юча відділом              |
| 10                                                  | Кочерган Оксана Омелянівна      | 02.11.2010            | вища    | позапартійна           | Путильська селищна рада, спеціаліст -землевпорядник                        |
| 11                                                  | Романчук Надія Іллічна          | 02.11.2010            | вища    | позапартійна           | Киселицька загальноосвітня школа І-ІІІ ст., директор                       |
| 12                                                  | Гуцул Наталія Миколаївна        | 02.11.2010            | вища    | позапартійна           | Путильська РДА, завідувачка сектору з питань внутрішньої політики          |
| 13                                                  | Різун Тамара Миколаївна         | 02.11.2010            | вища    | позапартійна           | Путильська селищна рада, секретар                                          |
| 14                                                  | Карапка Михайло Петрович        | 02.11.2010            | вища    | позапартійний          | ДП «Путильський лісгосп», начальник МРБК                                   |
| 15                                                  | Шемберко Микола Власійович      | 02.11.2010            | вища    | позапартійний          | приватний підприємець                                                      |
| 16                                                  | Пуршега Михайло Маркович        | 02.11.2010            | вища    | позапартійний          | ДП «Путильський лісгосп», лісничий                                         |
| 17                                                  | Крижанівський Віктор Васильович | 02.11.2010            | середня | позапартійний          | приватний підприємець                                                      |
| 18                                                  | Маковійчук Петро Миколайович    | 02.11.2010            | середня | позапартійний          | Путильський РЕМ, водій                                                     |
| 21                                                  | Дроняк Роман Васильович         | 02.11.2010            | середня | позапартійний          | ДП «Путильський лісгосп», лісник                                           |
| 22                                                  | Бечко Дмитро Васильович         | 02.11.2010            | середня | позапартійний          | приватний підприємець                                                      |
| 23                                                  | Поляк Дмитро Іванович           | 02.11.2010            | середня | позапартійний          | Путильський РЕМ, тракторист                                                |
| 24                                                  | Малиш Петро Георгійович         | 02.11.2010            | вища    | позапартійний          | ДП «Путильський лісгосп», майстер лісу                                     |
| 26                                                  | Терен Микола Васильович         | 02.11.2010            | середня | позапартійний          | тимчасово не працює                                                        |
| 27                                                  | Олександрюк Василь Кузьмович    | 02.11.2010            | середня | позапартійний          | приватний підприємець                                                      |
| 28                                                  | Добродійчук Марія Генадіївна    | 02.11.2010            | вища    | позапартійна           | приватний підприємець                                                      |
| 29                                                  | Мацьопа Микола Миколайович      | 02.11.2010            | середня | позапартійний          | приватний підприємець                                                      |
| 30                                                  | Терен Василь Васильович         | 02.11.2010            | середня | позапартійний          | приватний підприємець                                                      |

## Рішення ради
Виконком Путильської селищної ради було заборонено відвідування малолітнім та неповнолітнім дітям барів та розважальних заходів без присутності батьків чи вчителів. Контроль за виконанням рішення було покладено на працівників районної служби у справах дітей та дільничних інспекторів міліції.